# Norma Foley

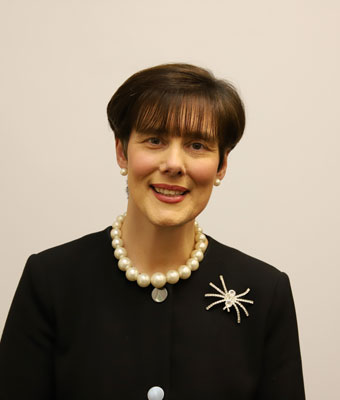
Norma Foley (2020)

Norma Foley (irisch Norma Ní Fhoghlú; * 1970 in Tralee, County Kerry, Irland) ist eine irische Politikerin der Fianna Fáil.

## Leben
Foley wurde in Tralee in eine Familie mit vier Kindern geboren und wuchs dort auf. Foley war nach ihrem Abschluss am University College Cork Lehrerin an der Presentation Secondary School in Tralee. Bereits ihr Vater, Denis Foley, hatte für die Fianna Fáil einen Parlamentssitz für den Wahlbezirk Kerry North von 1981 bis 1989 und 1992 bis 2002 inne. 2005 heiratete sie den Lehrer Denis Maguire.
Foley kandidierte 1994 erfolgreich für den Kerry County Council. Bereits 2002 versuchte sie, ihrem Vater nachzufolgen. Sie konnte sich allerdings parteiintern nicht durchsetzen, sodass sie nicht zur Wahl zum Unterhaus antreten konnte. Ab 2007 war sie dann als Kandidatin aufgestellt worden. Dennoch gelang ihr der Einzug in den Dáil Éireann erst im Februar 2020. Mit der Wahl gab sie ihren Sitz in Kerry County Council auf. Zuvor war sie dreimal zur Bürgermeisterin von Tralee gewählt worden. Am 27. Juni 2020 übernahm sie von Joe McHugh das Amt der Bildungsministerin. Auch in der Regierung Varadkar II und in der Regierung Harris behielt sie den Posten bei. Bei den Wahlen zum Dáil Éireann 2024 wurde sie wiedergewählt.